# Reinsdorf (Türingia)
Reinsdorf település Németországban, azon belül Türingiában. Lakosainak száma 775 fő (2023. december 31.).

## Szomszédos községek
- Artern/Unstrut (észak)
- Kalbsrieth (északkelet)
- Gehofen (délkelet)
- An der Schmücke (nyugat)
- Bad Frankenhausen/Kyffhäuser (északnyugat)

## Népesség
A település népességének változása:
| Lakosok száma | 730  | 721  | 703  | 812  | 775  |
|               | 2017 | 2019 | 2021 | 2022 | 2023 |